# Corinne Hofmann

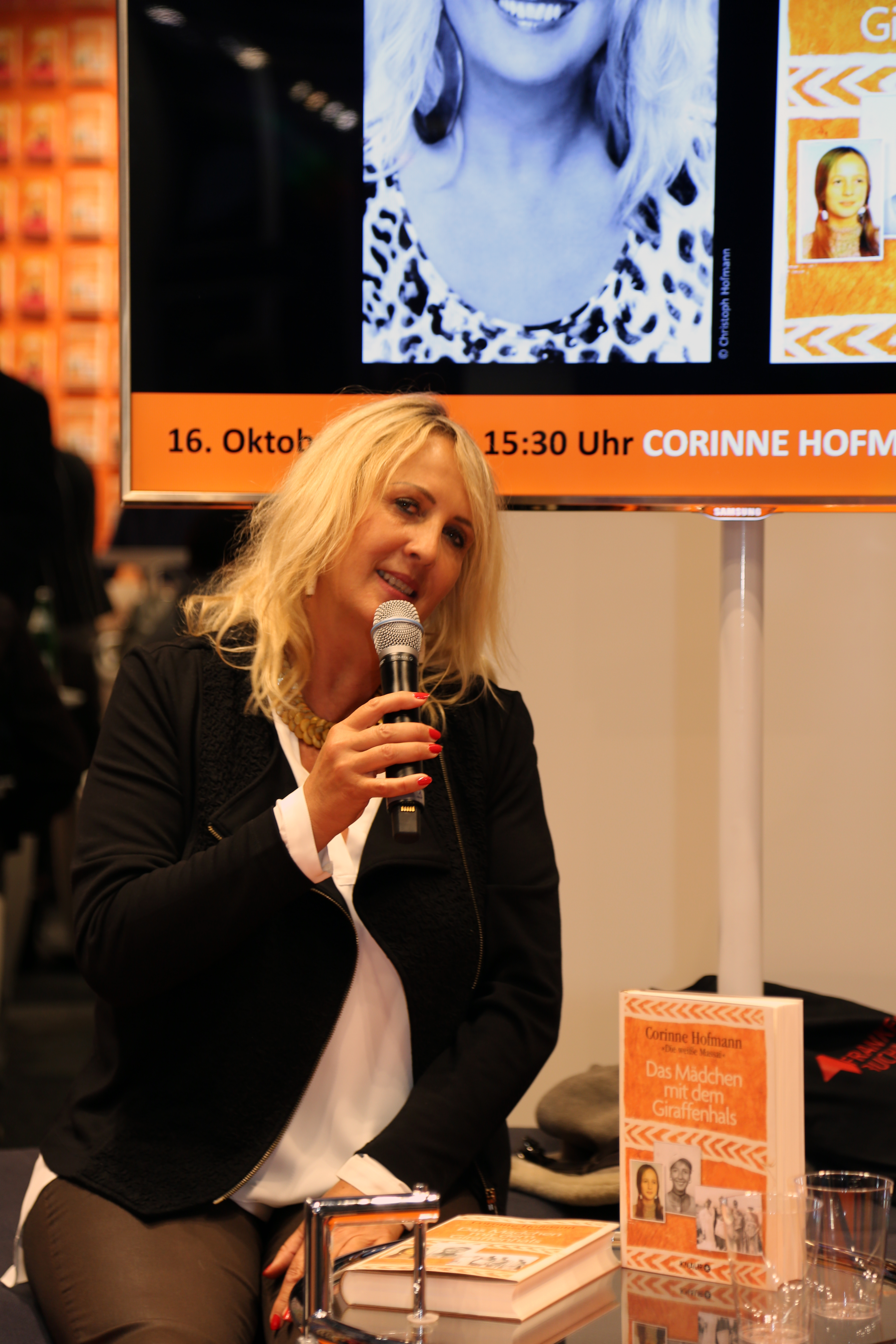
Corinne Hofmann in 2015

Corinne Hofmann (Frauenfeld, kanton Thurgau, Zwitserland, 4 juni 1960) is een Duitse zakenvrouw en schrijfster.
Hofmann is een Duitse, die in Zwitserland woont. Ze wordt tijdens een vakantie in Kenia tot over haar oren verliefd op Lketinga een Masai-krijger, en besluit in Kenia te blijven. Ze trouwt met hem, leeft in zijn Masaigemeenschap en samen krijgen ze een dochtertje. In haar boek - De blanke Masai - bekijkt zij met haar westerse blik de leefgemeenschap waarin zij terecht komt.

## Boeken
- 1998: Die weiße Massai
- 2003: Zurück aus Afrika
- 2005: Wiedersehen in Barsaloi
- 2011: Afrika, meine Passion
- 2015: Das Mädchen mit dem Giraffenhals

- Biblioteca Nacional de España: XX1271540
- Bibliothèque nationale de France: cb13564823h (data)
- Gemeinsame Normdatei: 121094707
- International Standard Name Identifier: 0000 0001 0959 4819
- Library of Congress Control Number: no00019672
- Nationale Bibliotheek van Tsjechië: xx0023205
- Nationale Bibliotheek van Israël: 987007311539705171
- Nationale Bibliotheek van Polen: a0000001256321
- Nederlandse Thesaurus van Auteursnamen: 18533072X
- Système universitaire de documentation: 052569632
- Virtual International Authority File: 22308769
- WorldCat: E39PBJpyjmVcpCJ96dh77vfg8C